# ایراکلی تورمانیدزه

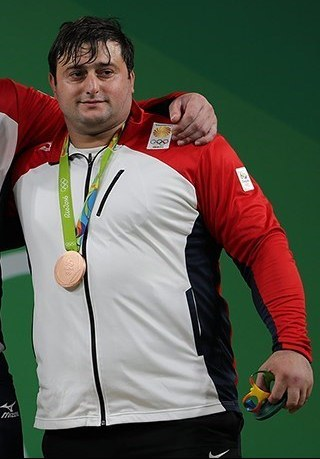
ایراکلی تورمانیدزه در سال ۲۰۱۶

ایراکلی تورمانیدزه (انگلیسی: Irakli Turmanidze، زاده ۱۳ دسامبر ۱۹۸۴) وزنه‌بردار اهل گرجستان است.
از افتخارات وی میتوان به کسب مدال برنز ۱۰۵+ کیلوگرم در بازی‌های المپیک تابستانی ۲۰۱۶ اشاره کرد.